# Eduardo Alvarez
Eduardo „Eddy” Alvarez (ur. 30 stycznia 1990 w Miami) – amerykański łyżwiarz szybki specjalizujący się w short tracku i baseballista, srebrny medalista igrzysk olimpijskich w short tracku, mistrz świata juniorów w short tracku.
W lutym 2014 roku wystąpił na igrzyskach olimpijskich w Soczi. Wziął udział w czterech konkurencjach – zdobył srebrny medal olimpijski w biegu sztafetowym (amerykańską sztafetę stanowili poza nim Christopher Creveling, John Robert Celski i Jordan Malone), ponadto był 31. w biegu na 500 m, 11. na 1000 m i 19. na 1500 m.
W 2009 roku zdobył złoty medal mistrzostw świata juniorów w short tracku w biegu sztafetowym.